# Curvitermes
Curvitermes es un género de termitas  perteneciente a la familia Termitidae que tiene las siguientes especies:

## Especies
1. Curvitermes minor
2. Curvitermes odontognathus